# Ле Робер
Ле Робер (фр. Le Robert) град је у Француској, у департману Мартиник.
По подацима из 1999. године број становника у месту је био 21.240.

## Демографија
| 1999.  | 2011.  |
| ------ | ------ |
| 21.240 | 24.017 |

## Партнерски градови
- Бањоле